# Electric Turtles
Electric Turtles ist eine internationale Rockband aus San Francisco und Leipzig.

## Geschichte
Electric Turtles wurde im Winter 2016/2017 von Arialla Wolf und Chris Thunder auf Rügen gegründet.
Die Band begann 2017 aktiv zu touren und trat dabei unter anderem als Vorband für Melt Banana, LaBrassBanda, The Picturebooks, Mother’s Cake und Black Lung in verschiedenen deutschen Städten auf. Anschließend wurden sie vom Dresdner Indie-Label Undressed Records unter Exklusiv-Vertrag genommen. Im Herbst desselben Jahres tourte die Band mit dem Schweizer Blues-Musiker Reverend Beat-Man in Israel. Im Sommer 2018 war die Band dann als einzige europäische Band Teil des Menashe Forest Festivals in Israel, wo sie unter anderem mit Noga Erez auftraten.
Im Herbst 2018 veröffentlichte sie international das Debütalbum Birth via Undressed Records. Dieses enthielt vorrangig Lieder der vier bereits veröffentlichten EPs der Band. Das Album wurde im Rahmen einer ausgedehnten Tour in Deutschland, Israel, Österreich und Tschechien promotet.

## Trivia
Die Band setzt sich aktiv für den Schutz von Meeresschildkröten ein, indem sie Teile ihrer Konzerteinnahmen an den WWF spenden.
Im September 2018 trat die Band in der Justizvollzugsanstalt Zeithain vor Häftlingen auf.
Während eines Konzertes in Chemnitz im Juni 2018 riss die Hose des Sängers Ariella und fiel herunter. Die Band führte das Konzert ohne Hose in gewohnter Form fort.

## Diskografie
Alben
- 2018: Birth

EPs
- 2021: The Return of Dinosaur Steve
- 2018: Back to Reudnitz
- 2017: Electric Turtles Sex Attack
- 2017: Early Demos of Greatest Hits and Other Financial Disasters
- 2017: The Final Comeback